# Leszek Biegała
Leszek Biegała (ur. 30 kwietnia 1978) – polski lekkoatleta, średnio- i długodystansowiec.
Zawodnik WKS Zawisza Bydgoszcz. Mistrz Polski w biegu na 5000 metrów (2001), wicemistrz Polski na tym samym dystansie (2002). 
Rekordy życiowe:
800 metrów - 1:56,88 (1994), 1500 metrów - 3:50,52 (2003), 3000 metrów - 8:04,14 (2002), 5000 metrów - 13:56,09 (2002), 10 000 metrów - 29:02,01 (2002), półmaraton - 1:05:27 (2004), maraton - 2:17:08 (2005)